# Gabriella Uluhogian

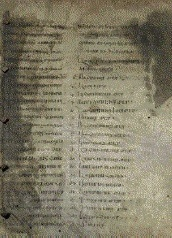
Frammento del manoscritto armeno Gahnamak, V secolo, conservato a Venezia, Biblioteca dei padri mechitaristi di San Lazzaro

Gabriella Uluhogian (22 luglio 1936 – Parma, 28 novembre 2016) è stata una filologa, linguista e armenista italiana.

## Biografia
Gabriella Uluhojian nacque da una famiglia originaria dell'Armenia occidentale. Iniziò la sua carriera di insegnante presso i licei di Osimo e di Parma, per poi iscriversi alla Facoltà di Filologia Classica dell'Università Cattolica di Milano, studiando greco e latino. Sotto la guida del noto armenista Giancarlo Bolognesi, studiò le opere della scuola greca, in particolare la traduzione armena dei Sei Giorni del poeta bizantino Giorgio Pisides, confrontandola con l'originale greco, che divenne oggetto della tesi del suo dottorato, conclusosi nel 1958.
Fu la titolare della prima cattedra italiana di lingua e letteratura armena, istituita presso l'Università di Bologna nel 1973, su impulso dell'insigne linguista Luigi Heilmann, da lei ricoperta dalla fondazione fino al 2004. È stata insegnante di numerosi studenti, i quali hanno in seguito assunto posizioni di rilievo in ambito accademico internazionale, tra cui Valentina Calzolari e Anna Sirinian.
Fu membro della NAS RA (National Academy of Sciences of the Republic of Armenia) che le ha conferito un dottorato onorario, dell'Association Internationale des Etudes Arméniennes, della Associazione Padus-Araxes, della Revue des Etudes Armriennes e della Società Italiana di Glottologia.
Divenne nota in particolare per le prime edizioni a stampa del Libro delle Domande (detto anche delle Regole) di Basilio di Cesarea e di altre prime pubblicazioni di manoscritti armeni.
Una pubblicazione di rilievo a cui ha contribuito è anche Armenia. Impronte di una civiltà, in occasione del cinquecentenario del primo libro stampato in caratteri armeni a Venezia nel 1512.
Donò la sua biblioteca personale alla Biblioteca Palatina di Parma.

## Premi e onorificenze
- 2015: Premio Alessandro Tassoni per Gli armeni, Il Mulino, Bologna 2009[2]

## Opere
- Basilio di Cesarea, Il libro delle domande: le regole (prima traduzione), traduzione di Gabriella Uluhogian, Lovanii, In aedibus E. Peeters, 1993, ISBN 2-87723-111-9.
- Un'antica mappa dell'Armenia: monasteri e santuari dal I al XVII secolo, Ravenna, Longo, 2000, SBN CAM0266453.
- Gli armeni, Bologna, Il Mulino, 2009, ISBN 978-88-15-13047-1.
- Catalogo dei manoscritti armeni delle biblioteche d'Italia, Roma, Istituto Poligrafico e Zecca dello Stato, Libreria dello Stato, 2010, ISBN 978-88-240-1165-5.
- (IT, HY) Gabriella Uluhogian, Boghos Levon Zekiyan e Vartan Karapetian (a cura di), Armenia: impronte di una civiltà (catalogo della mostra tenuta a Venezia nel 2011-2012, comitato per le celebrazioni del V centenario della stampa armena), Milano, Skira, 2011, ISBN 978-88-572-1243-2.